# Sven Brun (apotekare)
Sven Gustaf Brun, född 26 september 1880 i Hudiksvall, död där 22 september 1954, var en svensk apotekare. Han var bror till Gustaf Brun.
Brun, som var son till apotekare Carl Gustaf Brun, blev elev på apoteket i Hudiksvall 1900, farmacie kandidat 1903, tjänstgjorde på apoteket Göta Lejon i Karlskrona 1903, i Hudiksvall 1904–07 och avlade apotekarexamen 1909. Han var innehavare av apoteket i Hudiksvall jämte filial i Järvsö 1907–47. Han var även statens kontrollant för undersökning av eldfarliga oljor från 1910 samt  brandchef 1922–33, vice brandchef 1914–21 och 1934–37.
Brun var ledamot av stadsfullmäktige 1913–19 och 1921–37, suppleant i beredningsutskottet 1921–24, ledamot där 1925–37 och ordförande 1935–37. Han varvsuppleant i folkskolestyrelsen 1918–22 och ledamot av hyresnämnden 1917–21, suppleant i fattigvårdsstyrelsen 1910, ledamot 1911–34 och vice ordförande 1919–34, ledamot av byggnadsnämnden 1910–40, vice ordförande 1932–36 och ordförande 1937–40. Han var rådman 1937–44 och nämndeman från 1945.
Brun  var styrelseledamot och sekreterare i Hälsinglands fornminnesförening från 1911 och vice ordförande i Hudiksvalls humanistiska förening från 1944. Han var ledamot av kyrkorådet från 1942 och kyrkvärd från 1944. Han var styrelseledamot i Gävleborgs läns stadshypoteksförening från 1909, vice ordförande från 1946, styrelseledamot i Gävle-Dala bostadskreditförening från 1930, styrelseledamot och vice verkställande direktör i Hudiksvalls stads sparbank från 1920, vice ordförande 1931–41, ordförande från 1942, ledamot av lokalstyrelsen för Uplands Enskilda Banks avdelningskontor 1922–33. Han var vice ordförande i Gävleborg-Dala krets av Sveriges apoteksförbund 1914–16, ledamot av lokalstyrelsen vid högre allmänna läroverket från 1941 och vice ordförande från 1947.
Brun var mångårig ordförande i Hudiksvalls skyttegille, senare hedersordförande där och mångårig ordförande i Norra Hälsinglands skyttekrets. Han var sekreterare i Hudiksvalls musikaliska sällskap 1912–33, ordförande från 1942, ledamot av styrelsen för Hudiksvalls församlingshusstiftelse från 1929, ledamot av styrelsen för Systembolaget 1925–37, ordförande i Sällskapet Jultomtarne i Hudiksvall från 1930. Han skrev Hudiksvalls historia (del, 1932; del II, 1944) och Sjöfart och skeppsbyggeri i Hälsingland (i Sjöhistorisk årsbok 1947) samt blev hedersledamot i Gästrike-Hälsinge nation i Uppsala 1945.
Brun vilar på Jakobs kyrkogård i Hudiksvall.